# Biopolítica
Biopolítica é um neologismo que pode referir-se a vários conceitos diferentes, embora compatíveis.

## Conceitos
1. Na obra de Michel Foucault, é o estilo de governo que regulamenta a população através do biopoder (a aplicação e impacto do poder político sobre todos os aspectos da vida humana).[1][2]
2. Nas obras de Michael Hardt e Antonio Negri, é a insurreição anticapitalista que usa a vida e o corpo como armas; entre os exemplos, estão os refugiados e o terrorismo suicida. Conceitualizado como o oposto do biopoder, o qual é visto como a prática da soberania em condições biopolíticas.[3]
3. A aplicação política da bioética.[4][5]
4. Um espectro político que reflita posições no rumo da biotecnologia.[4][5]
5. Advocacia política em prol ou em oposição à biotecnologia.[4][5]
6. Políticas públicas relativas à biotecnologia.[4][5]

## Definição
- A biopolítica é um campo que permite agregar, aproximar, associar setores da realidade relacionados com a vida, a natureza e o conhecimento, cujas mudanças ao longo do tempo foram provocadas pela indústria, pela ciência e pela tecnologia, que hoje disputam o campo político-econômico mundial.[6]
- A biopolítica emergiu como um conceito revolucionário, transcendendo o âmbito das vidas individuais para abraçar a esfera de autoridade que governa essas vidas. Ela exerce um impacto significativo sobre o corpo e o pensamento social, influenciando diretamente as trajetórias de vida das pessoas. Através da ótica de Foucault citada no livro “Vigiar e punir” [7], compreendemos que a biopolítica não apenas busca o controle social e o monitoramento, mas também se estende à promoção de políticas que afetam os aspectos biológicos e raciais da população.
- Podemos dizer que é a interseção entre poder político e os processos biológicos da vida humana, regulando assim aspectos da vida, como a saúde, natalidade e mortalidade. Foucault destaca a emergência de um governo que não se limita ao controle territorial tradicional, mas se estende para gerenciar e moldar a própria existência dos indivíduos. A biopolítica abrange questões como a liberdade, autonomia e ética, pois analisa como as estruturas de poder influenciam nas condições de vida e nas dinâmicas populacionais.
- A biopolítica, ao regular a saúde e vida de uma população, pode refletir ou até perpetuar desigualdades raciais. Como exemplo, o acesso a serviços médicos podem ser moldados por estruturas sociais que marginalizam certos grupos étnicos por conta da história do local. Levantando assim algumas questões éticas, fazendo com que exista uma atenção sobre como essas políticas podem manipular para os fins benéficos ou malignos em meio a sociedade. Isso representa uma mudança de foco, passando do 'fazer viver e deixar morrer' para o 'fazer morrer', embora de forma indireta.